# 34451 Rebohearn
34451 Rebohearn è un asteroide della fascia principale. Scoperto nel 2000, presenta un'orbita caratterizzata da un semiasse maggiore pari a 2,9748935 au e da un'eccentricità di 0,0836104, inclinata di 4,96950° rispetto all'eclittica.